# Brevicoryne fraterna
Brevicoryne fraterna är en insektsart som först beskrevs av Strom 1938.  Brevicoryne fraterna ingår i släktet Brevicoryne och familjen långrörsbladlöss. Inga underarter finns listade i Catalogue of Life.